# NGC 6719
NGC 6719 is een spiraalvormig sterrenstelsel in het sterrenbeeld Pauw. Het hemelobject werd op 23 juni 1835 ontdekt door de Britse astronoom John Herschel.

## Synoniemen
- ESO 72-8
- IRAS 18578-6839
- PGC 62710